# Angraecum bancoense
Angraecum bancoense là một loài thực vật có hoa trong họ Lan. Loài này được Burg mô tả khoa học đầu tiên năm 1980.